# Pseudometrik
Die Pseudometrik, auch Halbmetrik oder Spanne, ist ein mathematischer Abstandsbegriff, der den spezielleren Begriff der Metrik abschwächt. Durch eine Pseudometrik, häufiger noch durch ein System von Pseudometriken, auf einer Menge wird im mathematischen Teilgebiet Topologie eine uniforme Struktur auf dieser Menge eingeführt. Umgekehrt gilt: Jede uniforme Struktur ist durch ein System von Spannen induzierbar.
Für uniforme Räume, die ein abzählbares Fundamentalsystem haben, gilt sogar: Ihre uniforme Struktur kann durch eine einzige Spanne induziert werden. 

## Definition und Eigenschaften
Sei {\displaystyle X} eine beliebige Menge. Eine Abbildung {\displaystyle d\colon X\times X\to \mathbb {R} } heißt Pseudometrik, Halbmetrik oder Spanne, wenn für beliebige Elemente {\displaystyle x}, {\displaystyle y} und {\displaystyle z} von {\displaystyle X} die folgenden Bedingungen erfüllt sind:
1. {\displaystyle d(x,x)=0} („Die Spanne zwischen einem Punkt und dem Punkt selbst ist 0.“),
2. {\displaystyle d(x,y)=d(y,x)} (Symmetrie: „Die Spanne zwischen zwei Punkten hängt nicht von der Reihenfolge ab.“) und
3. {\displaystyle d(x,y)\leq d(x,z)+d(z,y)} (Dreiecksungleichung: „Die Spanne ist auf dem direkten Weg am kürzesten.“).

Aus den Bedingungen folgt, dass keine Spanne negativ sein kann, denn es gilt {\displaystyle d(x,y)={\tfrac {1}{2}}(d(x,y)+d(y,x))\geq {\tfrac {1}{2}}d(x,x)=0}.
Der einzige Unterschied zur Definition einer Metrik ist also, dass die Definitheitsbedingung fehlt – es kann Elemente geben, die verschieden sind, aber zwischen denen die Spanne dennoch 0 ist:
{\displaystyle x\neq y\land d(x,y)=0}.
Gibt es solche Elemente in {\displaystyle X}, dann sagt man auch, die Spanne {\displaystyle d} ist eine echte Pseudometrik. Gibt es sie nicht, dann ist die Spanne {\displaystyle d} sogar eine Metrik.
Einige Begriffe, die in metrischen Räumen mit Hilfe einer Metrik definiert werden, lassen sich wörtlich gleich auch mit Spannen definieren, zum Beispiel die beschränkten Teilmengen von {\displaystyle X}, beschränkte Abbildungen nach {\displaystyle X}, gleichmäßig beschränkte Familien von Abbildungen nach {\displaystyle X} (siehe dazu: Beschränktheit).
Als Beispiel sei hier nur der Begriff der gleichmäßigen Stetigkeit ausgeführt: Seien {\displaystyle X_{1}} und {\displaystyle X_{2}} Mengen mit den Spannen {\displaystyle d_{1}} bzw. {\displaystyle d_{2}}. Dann heißt eine Abbildung 
{\displaystyle f\colon X_{1}\to X_{2}} gleichmäßig stetig, wenn es zu jedem positiven {\displaystyle \varepsilon } ein positives {\displaystyle \delta } gibt, so dass
{\displaystyle \forall x,y\in X_{1}\colon d_{1}(x,y)<\delta \Rightarrow d_{2}(f(x),f(y))<\varepsilon } gilt.

## Spannen und uniforme Strukturen

### Definition einer uniformen Struktur durch Spannen
Sei {\displaystyle X} eine Menge mit der Spanne {\displaystyle d}. Dann bildet das System {\displaystyle F} aller Relationen der Form
{\displaystyle d^{-1}([0;a[)=\{(x,y)\in X\times X\mid d(x,y)<a\}},
{\displaystyle F:=\{d^{-1}({[0;a[})\mid a\in \mathbb {R} _{+}\}}
ein Fundamentalsystem einer uniformen Struktur auf {\displaystyle X}. Diese Struktur heißt von der Spanne {\displaystyle d} definiert.
Ist auf {\displaystyle X} eine Familie {\displaystyle (d_{i})_{i\in I}} von Spannen gegeben, dann heißt das Supremum der durch {\displaystyle d_{i}} definierten uniformen Strukturen, also die gröbste uniforme Struktur, in der alle {\displaystyle d_{i}} gleichmäßig stetig sind, die von der Familie definierte uniforme Struktur.

### Definition einer Spanne durch eine uniforme Struktur
Die folgende Konstruktion ist eine Beweisskizze für die Aussage aus der Einleitung: „Jede uniforme Struktur auf {\displaystyle X}, die ein abzählbares Fundamentalsystem besitzt, lässt sich durch eine Spanne definieren.“ Sei dazu jetzt {\displaystyle X} ein solcher uniformer Raum und {\displaystyle (N_{k})_{k\in \mathbb {N} }} ein abzählbares Fundamentalsystem.
Nun werden die Nachbarschaften zunächst symmetrisiert und zugeschnitten, wir ersetzen {\displaystyle (N_{k})_{k\in \mathbb {N} }} durch symmetrische Nachbarschaften {\displaystyle (S_{k})_{k\in \mathbb {N} }} mit den Eigenschaften {\displaystyle S_{0}\subseteq N_{0}} und {\displaystyle S_{k+1}^{3}\subseteq S_{k}\cap N_{k}} (mit {\displaystyle S^{3}} ist hier die Verkettung im Relationensinn gemeint). Die Hilfsfunktion
{\displaystyle g(x,y):={\begin{cases}1,\;{\text{falls }}(x,y)\not \in S_{0},\\\inf\{2^{-k-1}\vert (x,y)\in S_{k}\}{\text{ sonst}}\end{cases}}}
ist symmetrisch und verschwindet auf der Diagonalen. Um die Dreiecksungleichung zu erfüllen, muss jetzt noch der kürzeste Weg gefunden werden. Sei dazu {\displaystyle M(x,y)} die Menge aller endlichen Folgen von Punkten aus {\displaystyle X} mit Anfangspunkt {\displaystyle x} und Endpunkt {\displaystyle y}. Die gesuchte Spanne ist dann
{\displaystyle d(x,y):=\inf \left\{\sum _{j=0}^{n-1}g(z_{j},z_{j+1})\mid (z_{j})_{j\in \{0,\dotsc ,n\}}\in M(x,y)\right\}}.
Die Spanne {\displaystyle d} ist natürlich durch die uniforme Struktur auf {\displaystyle X} nicht eindeutig bestimmt. Die durch {\displaystyle d} wie oben beschrieben definierte Struktur stimmt dann aber mit der ursprünglichen uniformen Struktur überein.

## Beispiele und Konstruktion von Spannen
- Jede Metrik ist eine Spanne, jedes Beispiel für einen metrischen Raum {\displaystyle (M,d)} liefert also ein Beispiel für eine Spanne.
- Die Nullspanne {\displaystyle d(x,y)=0} erzeugt die indiskrete Topologie auf jeder Menge {\displaystyle X}, die sich damit als uniforme Struktur erweist.
- Auf der Menge der positiven Stammbrüche {\displaystyle B:=\{{\tfrac {1}{z}}\mid z\in \mathbb {Z} _{+}\}} sind durch die Betragsmetrik und durch die diskrete Metrik je eine Spanne gegeben (sogar eine Metrik). Beide Spannen induzieren dieselbe, nämlich die diskrete Topologie auf {\displaystyle B}, sind also topologisch äquivalent. Sie definieren jedoch unterschiedliche uniforme Strukturen auf {\displaystyle B}.
- Endlich viele Spannen {\displaystyle d_{i}}, {\displaystyle 1\leq i\leq n}, auf {\displaystyle X} können zu einer neuen Spanne {\displaystyle d(x,y)=d_{1}(x,y)+d_{2}(x,y)+\dotsb +d_{n}(x,y)} addiert werden.
- Abzählbar viele Spannen {\displaystyle d_{i}}, {\displaystyle i\in \mathbb {N} }, auf {\displaystyle X} können zur Spanne

{\displaystyle d(x,y)=\sum \limits _{i=0}^{\infty }2^{-i}{\frac {d_{i}(x,y)}{1+d_{i}(x,y)}}}
zusammengesetzt werden.